# Carlo Gonzaga (marchese 1551)
Carlo Gonzaga (Vescovato, 20 aprile 1551 – Siena, 9 gennaio 1614) fu marchese di Vescovato e signore del Vescovato dal 1567 al 1614.

## Biografia
Primogenito del marchese di Vescovato Sigismondo II Gonzaga e di Lavinia Rangoni, alla morte del padre gli succedette nel titolo di marchese.
Ricoprì cariche politiche nel Ducato di Mantova.
Alla morte del conte Camillo Castiglione divenne generale dell'esercito ducale di Mantova, ma poco dopo il nuovo duca, Vincenzo I Gonzaga, lo nominò gran maggiordomo di corte.
Fu anche governatore del Monferrato e ambasciatore del ducato presso lo Stato Pontificio.
Nel 1595 combatté in Ungheria contro i Turchi rimanendo ferito. Abbandonò in seguito i Gonzaga e si pose al servizio dei Medici. Nel 1610 venne eletto Governatore di Siena. Qui morì il 9 gennaio 1614.

## Discendenza
Nel 1584 sposò Emilia Olimpia (?-di peste, 23 gennaio 1630), figlia di Besso Ferrero Fieschi, principe di Masserano, e di Camilla Sforza dei conti di Santa Fiora; ebbero sette figli:
- Olimpia (c. 1585-1620), monaca in S. Paola di Mantova come suor Angelica dal 1600;
- Camilla (c. 1588[4]-?), sposò in prime nozze nel 1601 il marchese Claudio Ludovico Aldegatti (1579-1606), e in seconde nozze nel 1613 Fabio Scotti;
- Barbara (c. 1591-26 febbraio 1648), monaca francescana;
- Francesco Giovanni (1593-1636), successore del padre;
- Eleonora (29 aprile 1594-1658), sposò nel 1617 Silvio Bigliani; vedova, nel 1642 si fece monaca nel monastero delle Servite come suor Anna Francesca;
- Luigia (?-29 ottobre 1665);
- Gian Sigismondo (1600-18 settembre 1665), sposò il 17 settembre 1626 Margherita Agnelli Soardi (?-26 agosto 1674)
  - Eleonora (1628-28 febbraio 1676), sposò nel 1649 il principe Maurizio da Correggio

## Ascendenza
|                                              |                                                 |                                             | Genitori                                         |  |  | Nonni |  |  | Bisnonni                               |  |  | Trisnonni                               |  |
|                                              |                                                 |                                             |                                                  |  |  |       |  |  | Giovanni Gonzaga, signore di Vescovato |  |  | Federico I Gonzaga, marchese di Mantova |  |
|                                              |                                                 |                                             |                                                  |  |  |       |  |  | Giovanni Gonzaga, signore di Vescovato |  |  | Federico I Gonzaga, marchese di Mantova |  |
|                                              |                                                 | Margherita di Baviera                       |                                                  |  |  |       |  |  | Giovanni Gonzaga, signore di Vescovato |  |  |                                         |  |
| Sigismondo I Gonzaga, signore di Vescovato   |                                                 |                                             |                                                  |  |  |       |  |  | Giovanni Gonzaga, signore di Vescovato |  |  |                                         |  |
|                                              |                                                 | Laura Bentivoglio                           | Giovanni II Bentivoglio, signore di Bologna      |  |  |       |  |  |                                        |  |  |                                         |  |
|                                              |                                                 | Laura Bentivoglio                           | Giovanni II Bentivoglio, signore di Bologna      |  |  |       |  |  |                                        |  |  |                                         |  |
|                                              |                                                 | Laura Bentivoglio                           | Ginevra Sforza                                   |  |  |       |  |  |                                        |  |  |                                         |  |
| Sigismondo II Gonzaga, marchese di Vescovato |                                                 | Laura Bentivoglio                           |                                                  |  |  |       |  |  |                                        |  |  |                                         |  |
|                                              |                                                 | Cristoforo Pallavicini, marchese di Busseto | Pallavicino Pallavicini, marchese di Busseto     |  |  |       |  |  |                                        |  |  |                                         |  |
|                                              |                                                 | Cristoforo Pallavicini, marchese di Busseto | Pallavicino Pallavicini, marchese di Busseto     |  |  |       |  |  |                                        |  |  |                                         |  |
|                                              |                                                 | Cristoforo Pallavicini, marchese di Busseto | Caterina Fieschi                                 |  |  |       |  |  |                                        |  |  |                                         |  |
| Antonia Pallavicini                          |                                                 | Cristoforo Pallavicini, marchese di Busseto |                                                  |  |  |       |  |  |                                        |  |  |                                         |  |
|                                              |                                                 | Bona della Pusterla                         | Giuliano della Pusterla, signore di Frugarolo    |  |  |       |  |  |                                        |  |  |                                         |  |
|                                              |                                                 | Bona della Pusterla                         | Giuliano della Pusterla, signore di Frugarolo    |  |  |       |  |  |                                        |  |  |                                         |  |
|                                              |                                                 | Bona della Pusterla                         | Antonia Visconti                                 |  |  |       |  |  |                                        |  |  |                                         |  |
| Carlo Gonzaga, marchese di Vescovato         |                                                 | Bona della Pusterla                         |                                                  |  |  |       |  |  |                                        |  |  |                                         |  |
|                                              | Niccolò Maria Rangoni, conte di Castelcrescente | Guido I Rangoni, conte di Castelcrescente   |                                                  |  |  |       |  |  |                                        |  |  |                                         |  |
|                                              | Niccolò Maria Rangoni, conte di Castelcrescente | Guido I Rangoni, conte di Castelcrescente   |                                                  |  |  |       |  |  |                                        |  |  |                                         |  |
|                                              | Niccolò Maria Rangoni, conte di Castelcrescente | Giovanna Boiardo                            |                                                  |  |  |       |  |  |                                        |  |  |                                         |  |
| Guido II Rangoni, conte di Castelcrescente   | Niccolò Maria Rangoni, conte di Castelcrescente |                                             |                                                  |  |  |       |  |  |                                        |  |  |                                         |  |
|                                              |                                                 | Bianca Bentivoglio                          | Giovanni II Bentivoglio, signore di Bologna      |  |  |       |  |  |                                        |  |  |                                         |  |
|                                              |                                                 | Bianca Bentivoglio                          | Giovanni II Bentivoglio, signore di Bologna      |  |  |       |  |  |                                        |  |  |                                         |  |
|                                              |                                                 | Bianca Bentivoglio                          | Ginevra Sforza                                   |  |  |       |  |  |                                        |  |  |                                         |  |
| Lavinia Rangoni                              |                                                 | Bianca Bentivoglio                          |                                                  |  |  |       |  |  |                                        |  |  |                                         |  |
|                                              |                                                 | Federigo Pallavicino, marchese di Zibello   | Gianfrancesco I Pallavicino, marchese di Zibello |  |  |       |  |  |                                        |  |  |                                         |  |
|                                              |                                                 | Federigo Pallavicino, marchese di Zibello   | Gianfrancesco I Pallavicino, marchese di Zibello |  |  |       |  |  |                                        |  |  |                                         |  |
|                                              |                                                 | Federigo Pallavicino, marchese di Zibello   | Giacoma Brondolini                               |  |  |       |  |  |                                        |  |  |                                         |  |
| Argentina Pallavicina                        |                                                 | Federigo Pallavicino, marchese di Zibello   |                                                  |  |  |       |  |  |                                        |  |  |                                         |  |
|                                              |                                                 | Clarice Malaspina                           | Gabriele II Malaspina, marchese di Fosdinovo     |  |  |       |  |  |                                        |  |  |                                         |  |
|                                              |                                                 | Clarice Malaspina                           | Gabriele II Malaspina, marchese di Fosdinovo     |  |  |       |  |  |                                        |  |  |                                         |  |
|                                              |                                                 | Clarice Malaspina                           | Bianca Malaspina di Castel dell'Aquila           |  |  |       |  |  |                                        |  |  |                                         |  |
|                                              |                                                 | Clarice Malaspina                           |                                                  |  |  |       |  |  |                                        |  |  |                                         |  |